# 甘库尔
甘库尔（法語：Guincourt，法語發音：[ɡɛ̃kuʁ]）是法国大東部大區阿登省的一个市镇，属于武济耶区。

## 地理
甘库尔（49°33'27"N, 4°37'34"E）面积5.31 平方千米，位于法国大東部大區阿登省，该省份为法国北部内陆省份，西接埃纳省，南至马恩省，东临默兹省，北与比利时接壤。
与甘库尔接壤的市镇（或旧市镇、城区）包括：埃科尔达勒、圣卢-泰里耶、图尔特龙。

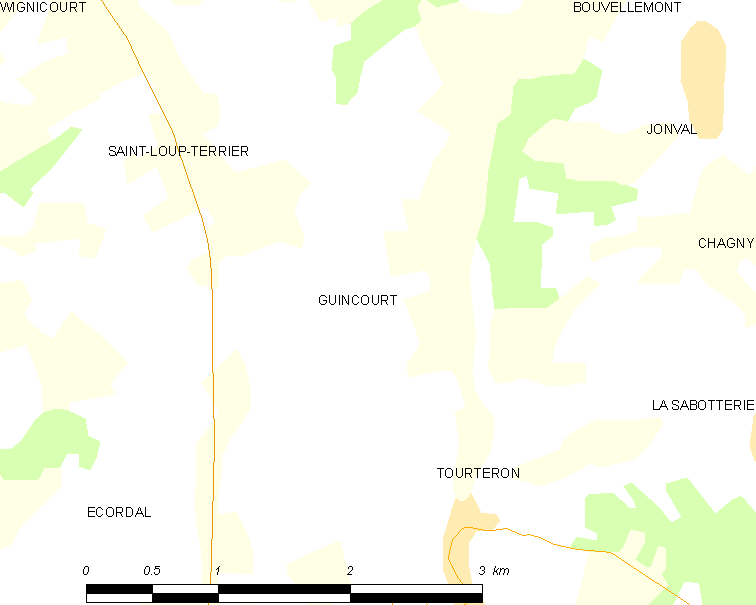
甘库尔的OSM定位图

甘库尔的时区为UTC+01:00、UTC+02:00（夏令时）。

## 行政
甘库尔的邮政编码为08130，INSEE市镇编码为08204。

## 政治
甘库尔所属的省级选区为阿蒂尼县。

## 人口

1962-2008年间甘库尔人口变化图示

甘库尔于2022年1月1日时的人口数量为74人。